# Manoir d'Écajeul
Le manoir d'Écajeul ou fort de Basseville est une demeure de la fin du XVe ou du début du XVIe siècle, qui se dresse sur le territoire de la commune française du Mesnil-Mauger, dans le département du Calvados, en région Normandie.

## Localisation
Le manoir est situé, à l'est du territoire de l'ancienne commune d'Écajeul, et à 2 km au sud-ouest du bourg du Mesnil-Mauger au sein de la commune nouvelle de Mézidon Vallée d'Auge, dans le département français du Calvados.

## Historique
Depuis 2000, la demeure, de la fin du XVe ou du début du XVIe siècle, est la propriété de la famille Lacourt.

## Description
Le manoir, avec adjonction en colombage, se présente sous la forme d'un haut logis, bâti en petit appareil plat, chaîné aux angles, et flanqué à l'un de ses angles d'une tourelle polygonale à usage d'escalier, avec à son sommet une chambre de guette. Dans la toiture, lucarne trilobée.

## Protection
Le manoir est classé au titre des monuments historiques par arrêté du 25 septembre 1930.